# Brauerei Puntigam
La Brauerei Puntigam est une brasserie à Graz, dans le Land de Styrie (Autriche). Elle se situe dans le 17e arrondissement de Graz, Puntigam.

## Histoire
En 1478, la première brasserie est construite au sud de Graz, près de Feldkirchen bei Graz. Le nom Puntigam n'est à l'origine pas un nom de lieu, mais un nom de famille. Situé sur la Kommerzialstraße (aujourd'hui Triesterstraße), qui menait à Trieste, se trouvait un manoir avec une auberge attenante, comprenant une petite brasserie et un jardin d'hôtes. La construction remonte à 1772, selon une inscription sous une arcade. Parmi les nombreuses petites brasseries qui ont vu le jour à Graz à partir du XVe siècle, seules quelques-unes ont pu survivre à long terme, comme la brasserie Puntigam.
La brasserie est officiellement fondée en 1838 par Franz Knabl (mort le 3 mars 1849) de Graz sur le site du Puntigamhof. L'entrepreneur Franz Hold acquiert la brasserie de la famille Knabl en 1840 et commence l'agrandissement et la modernisation systématiques de l'installation, qui est depuis devenue une grande brasserie industrielle. En 1872, environ 100 000 hl de bière sont produits. En 1874, le service d'incendie de l'entreprise de la brasserie Puntigam est fondé.
En 1889, la famille Schreiner reprend la brasserie. Le nom de l'entreprise est changé en  Erste Grazer Actienbrauerei vormals Schreiner & Söhne. Dix ans plus tard, la brasserie emploie environ 400 personnes et la production annuelle de bière atteint un niveau record de 380 000 hl en 1913.
En 1902, la centrale hydroélectrique de Lebring est construite ainsi qu'une toute première ligne longue distance à haute tension jusqu'au transformateur de Graz (le bâtiment classé se trouve au sud de la Puntigamerstraße), également pour alimenter la brasserie en électricité.
La brasserie Puntigam exporte ses produits dans tout l'Autriche-Hongrie et reprend la brasserie Japl à Graz ainsi que les brasseries de Fürstenfeld, Mürzzuschlag et Feldbach. Elle détient également des participations dans la société anonyme de la brasserie de Laibach Union et dans l'United Kärntner Breweries A.G. à Villach.
Après la Première Guerre mondiale et la perte d'une grande surface de vente due à la division de l'ancienne monarchie, le volume de production tombe à un dixième de la valeur maximale atteinte avant la guerre. Après la crise économique de 1935, il y a un rapprochement avec la brasserie Reininghaus.
Après les bombardements de la Seconde Guerre mondiale, les locaux de l'entreprise Reininghaus sont entièrement détruits et ceux de Puntigam sont partiellement détruits. En 1943, la fusion a lieu avec la deuxième grande brasserie de Graz, celle des frères Reininghaus, dont le site d'Eggenberg est fermé en 1947. Dans le même temps, toute la production de bière est transférée à Puntigam et les deux marques restent.
En 1977, la Brüder Reininghaus Brauerei Aktiengesellschaft et la Verbund Brauerei Aktiengesellschaft (Puntigamer) fondent Steirerbrau AG. En 1997, Steirerbrau AG et Brau AG fusionnent pour former la Brau Union. Cependant, les marques Puntigamer et Reininghaus restent, même après le rachat de Brau Union par le groupe brassicole néerlandais Heineken en 2003.
La production annuelle atteint environ un million d'hectolitres. Cela fait de la Puntigamer la bière la plus vendue en Autriche.
En avril 2011, Brau Union (principales marques : Gösser, Puntigamer, Zipfer) lance une bouteille de bière MAXI en PET de 1,5 litre (marron, jetable, sans dépôt, bouchon à vis, refermable). L'Union Brau espère une part de chiffre d'affaires de 0,5% en 2011 et de 2% à plus long terme. Cette bouteille, initialement mise en bouteille en République tchèque, ne réussit pas à s'implanter en Autriche.
En août 2018, BeerTender et le remplissage des fûts sont arrêtés.
Le 2 mai 2022, le procès débute contre 24 accusés pour, selon l'acte d'accusation, vol organisé de bière d'une valeur de 1,7 million d'euros de 2009 à 2017 en tant que marchandises cassées fictives et fraude fiscale sur la bière volée :  onze des quinze accusés restants ont été condamnés à des peines de prison partielles et à des amendes, et quatre hommes sont acquittés.

## Production
Puntigamer
- Märzenbier sous le nom "das bierige Bier" : bière légère et pleine de fermentation basse, teneur en alcool de 5,1%, 11,8% de moût original
- Panther :  teneur en alcool de 5,2% , 12,6% de moût original
- Bière d'été : teneur en alcool de 3,6%, 8,3% de moût original
- Bière d'hiver : teneur en alcool de 6%, 13,8% de moût original
- Bière d'octobre : teneur en alcool de 5%
- Sans alcool, 5,1% de moût original
- Radler
- Almradler (bière Puntigamer avec Almdudler)

Reininghaus
- Märzen
- Pils
- Jahrgangspils
- Malt